# Henk Tijm
Hendricus Regerius (Henk) Tijm (Warmenhuizen, 21 juni 1938 – Alkmaar, 24 februari 2024) was een Nederlands voetballer. Hij kwam in het betaald voetbal uit voor Alkmaar '54, Ajax en AZ '67.

## Loopbaan

### Beginjaren
Hij kwam, evenals zijn drie jaar jongere broer Siem, in zijn jeugd uit voor de Alkmaarse vereniging RKAFC. Deze club wijzigde in 1969 de naam in AFC '34. Henk Tijm stapte in 1956 als achttienjarige voorhoedespeler over naar Alkmaar '54, de voorloper van AZ '67. Hij moest twee jaar wachten voordat hij op 21 september 1958 zijn competitiedebuut kon maken in het eerste elftal als verdediger.

### Ajax
In zijn tweede seizoen promoveerde hij in 1960 met Alkmaar '54 naar de Eredivisie. Het verblijf duurde slechts een jaar, want de nieuwkomer eindigde als zeventiende wat degradatie betekende. Tijm maakte de teruggang naar de Eerste divisie niet mee. Hij had zich in de kijker gespeeld bij Ajax dat 125.000 gulden voor hem betaalde. 
Hij had in zijn eerste twee seizoenen geen vaste plaats in het Ajax-elftal. Dat veranderde voor het seizoen 1963/64 toen ook zijn broer Siem naar Ajax kwam. Hij speelde dat seizoen 26 competitieduels waarin hij drie keer scoorde.

### Selectie
Hij werd in die periode ook geselecteerd voor het Nederlands elftal maar hij kwam bij vijf interlands niet verder dan een plek op de reservebank. De eerste keer was op 20 oktober 1963 voor de interland tegen België. Een paar weken eerder, op 2 oktober 1963, had hij zijn debuut gemaakt voor Nederland–B in de uitwedstrijd tegen de Franse reserves (1-1).

### Terug naar Alkmaar
Na vier seizoenen bij Ajax keerde hij in 1965 samen met zijn broer terug naar Alkmaar '54. Het seizoen 1964/65 was voor Ajax een van de slechtste uit de clubhistorie met de dertiende plaats als eindresultaat. 
Henk Tijm maakte in 1967 de samenvoeging met FC Zaanstreek mee waaruit AZ '67 ontstond. De nieuwe fusieclub promoveerde in zijn eerste jaar naar de Eredivisie. Henk Tijm kwam door blessures weinig in actie. In zijn laatste seizoen 1968/69 speelde hij nog vijf wedstrijden in de Eredivisie.
Het slotstuk van zijn profloopbaan waren de twee degradatieduels die AZ '67 moest spelen om zich te handhaven in de Eredivisie. Door het 0-0 gelijkspel tegen Volendam in zijn laatste wedstrijd op 11 juni 1969 werd degradatie afgewend. 
Hij voetbalde daarna nog een seizoen in het eerste elftal van zijn oude club AFC '34 dat in de derde klasse uitkwam.
Tijm overleed op 24 februari 2024 op 85-jarige leeftijd.

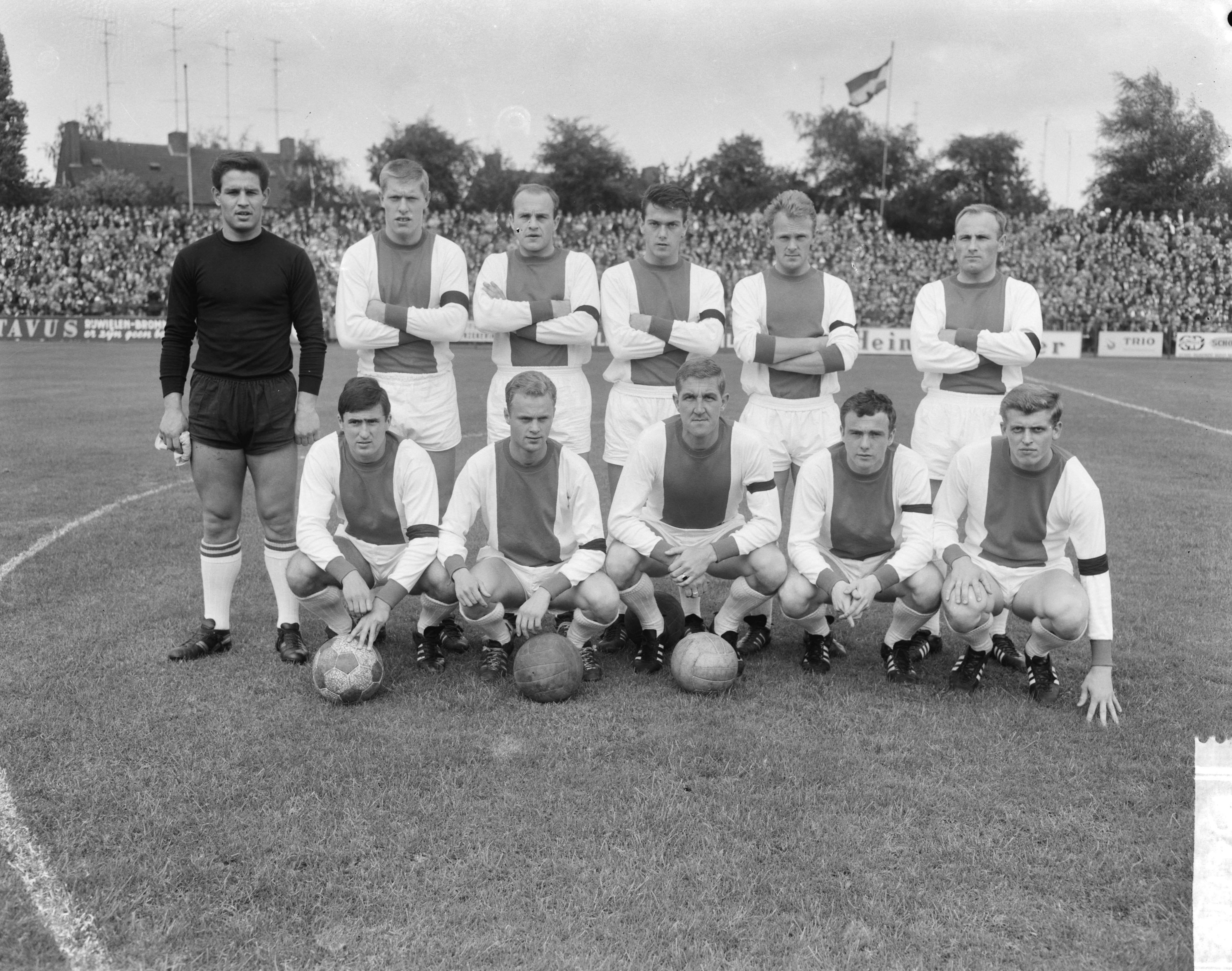
De broers Tijm samen bij Ajax: Henk, staand 2e van rechts, en Siem, knielend 2e van links (25 augustus 1963).

## Clubstatistieken
| Seizoen | Club        | Land      | Competitie       | Competitie | Competitie | Beker | Beker | Internationaal | Internationaal | Overig | Overig | Totaal | Totaal |
| Seizoen | Club        | Land      | Competitie       | Wed.       | Dlp.       | Wed.  | Dlp.  | Wed.           | Dlp.           | Wed.   | Dlp.   | Wed.   | Dlp.   |
| ------- | ----------- | --------- | ---------------- | ---------- | ---------- | ----- | ----- | -------------- | -------------- | ------ | ------ | ------ | ------ |
| 1958/59 | Alkmaar '54 | Nederland | Eerste divisie A | 25         | 0          | 0     | 0     | 0              | 0              | 0      | 0      | 25     | 0      |
| 1959/60 | Alkmaar '54 | Nederland | Eerste divisie B | 32         | 2          | –     | 0     | 0              | 0              | 0      | 0      | 32     | 2      |
| 1960/61 | Alkmaar '54 | Nederland | Eredivisie       | 33         | 1          | 3     | 0     | 0              | 0              | 0      | 0      | 36     | 1      |
| 1961/62 | Ajax        | Nederland | Eredivisie       | 6          | 0          | 1     | 0     | 0              | 0              | 0      | 0      | 7      | 0      |
| 1962/63 | Ajax        | Nederland | Eredivisie       | 8          | 0          | –     | 0     | 0              | 0              | 0      | 0      | 8      | 0      |
| 1963/64 | Ajax        | Nederland | Eredivisie       | 26         | 3          | 4     | 0     | 0              | 0              | 0      | 0      | 30     | 3      |
| 1964/65 | Ajax        | Nederland | Eredivisie       | 9          | 0          | 1     | 0     | 0              | 0              | 0      | 0      | 10     | 0      |
| 1965/66 | Alkmaar '54 | Nederland | Eerste divisie   | 28         | 3          | 3     | 0     | 0              | 0              | 0      | 0      | 31     | 3      |
| 1966/67 | Alkmaar '54 | Nederland | Eerste divisie   | 29         | 0          | 1     | 0     | 0              | 0              | 0      | 0      | 30     | 0      |
| 1967/68 | AZ '67      | Nederland | Eerste divisie   | 2          | 0          | 1     | 0     | 0              | 0              | 0      | 0      | 3      | 0      |
| 1968/69 | AZ '67      | Nederland | Eredivisie       | 5          | 0          | 2     | 0     | 0              | 0              | 2      | 0      | 9      | 0      |
| Totaal  | Totaal      | Totaal    | Totaal           | 203        | 9          | 16    | 0     | 0              | 0              | 2      | 0      | 221    | 9      |